# Sharif Sheikh Ahmed
El xeic Sharif Sheikh Ahmed (somali: Shariif Sheekh Axmed; àrab: شريف شيخ أحمد, Xarīf Xayẖ Aḥmad) és un polític i religiós somali amb títol de xeic, nascut el 25 de juliol de 1964 a la regió de Shabeellaha Dhexe. Va estudiar a universitats de Líbia i Sudan. Pertany al clan abgaal dels hawiye. Va ensenyar geografia, àrab, anglès i religió a una escola secundària a Somàlia.
Fou escollit com a jutge a una cort local a Jowhar. Uns anys després una milícia de Mogadiscio va segrestar un estudiant i va demanar rescat a la seva família a canvi del seu alliberament. Des de llavors, impressionat pel fet, es va integrar en les Corts Islàmiques de Somàlia
El 2004 era ja una figura dins les corts. Era amic del xeic Hassan Dahir Aweys, un dels fundadors i d'Aden Hashi Farah «Eyrow», acusat pels Estats Units de connexions terroristes amb Al-Qaeda i d'haver lluitat a l'Afganistan el 2001.
El 9 de setembre del 2006, Sharif Ahmed era a Sirte a Líbia per a una cerimònia de la Unió Africana per la VII cimera de caps d'estat, i va declarar que buscava la mediació de Líbia per arribar a un acord amb el Govern Federal de Transició (GFT). Va acusar Etiòpia d'intervenir a Somàlia des de feia cinc cents anys i va assegurar que en aquell moment hi tenia tropes (cosa que Etiòpia va negar). L'IGAD (Autoritat Intergovernamental pel Desenvolupament, coneguda pel seu acrònim anglès) va proposar enviar tropes però la proposta no es va materialitzar.
En aquest temps el xeic vivia a una modesta casa a Mogadiscio amb la seva dona, i dos fills, Ahmad i Abdulla (un infant).
El 28 de desembre del 2006, després que les corts evacuessin Mogadiscio, va renunciar al càrrec però es va comprometre a seguir la lluita contra els etíops. Després de la derrota a la batalla de Jilib (31 de desembre) i la pèrdua de Kismaayo (1 de gener del 2007) va fugir cap a la frontera amb Kenya i fou detingut per la policia de Kenya el dia 21 de gener del 2007 prop de la frontera, a Hulugo. Es va entrevistar amb l'ambaixador americà a Kenya sobre converses amb el GFT. Va estar-se sota protecció del govern de Kenya a un hotel de Nairobi.

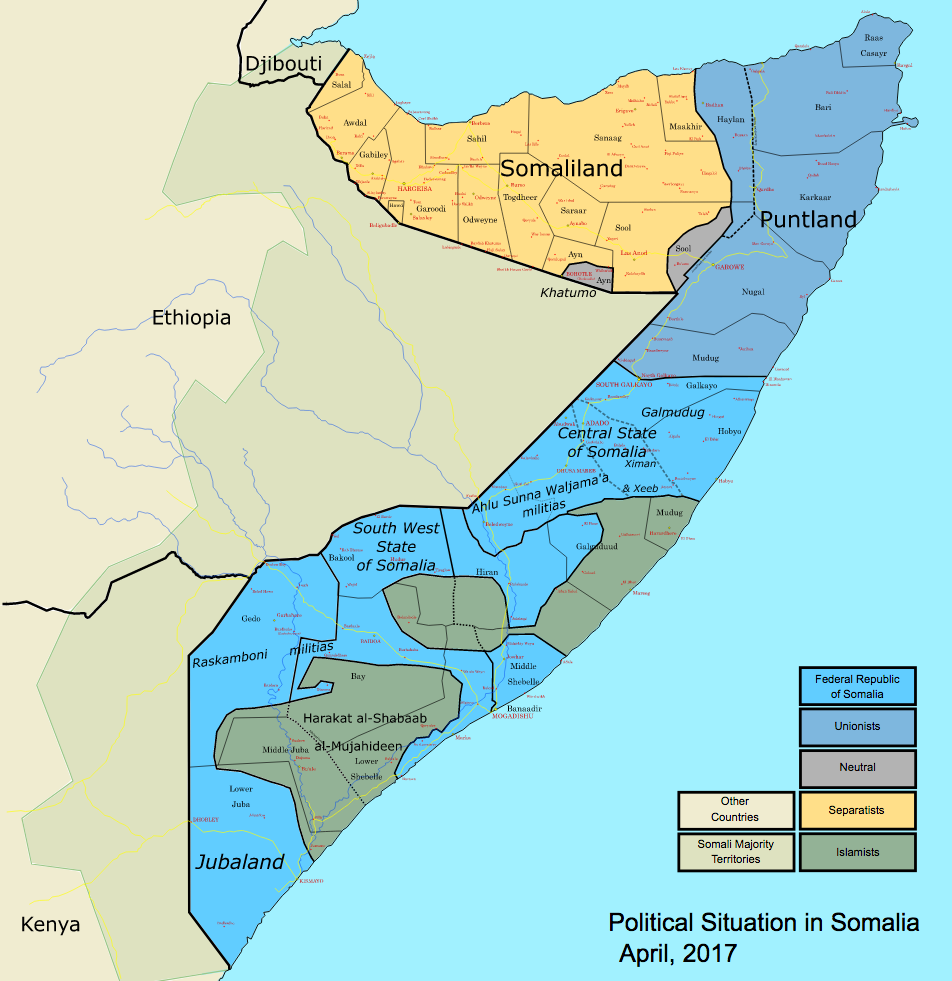
Mapa polític de Somalia l'estiu del 2008

 També s'hauria entrevistat amb Michael Ranneberger, enviat especial americà a Kenya i Somàlia per tractar suposadament de l'alliberament de soldats americans capturats.
El dia 1 de febrer de 2007 fou allibertat
El 8 de febrer se'n va anar al Iemen on es va reunir amb altres membres de les corts. Segons un diari iemeneita, el seu alliberament era condició prèvia per l'alliberament d'entre 11 i 15 soldats americans (marines) capturats durant la batalla de Ras Kamboni en la qual els americans van intervenir al costat dels etíops i el GFT. La premsa occidental no va donar credibilitat a l'existència d'aquests soldats capturats però els islamistes ja se'n havien fet reso abans, el dia 21 de gener a la seva pàgina web Qaadisiya.com, que els americans van qualificar de faules.
El setembre de 2007 va participar a Asmara (Eritrea) a la formació de l'Aliança pel Nou Alliberament de Somàlia; els principals participants foren l'antic cap de la shura o consell de les corts xeic Hassan Dahir Aweys, considerat de l'ala dura, el president executiu Sharif Sheikh Ahmad, Sharif Hassan Sheikh Aden, antic portaveu, i l'antic vice primer ministre del TGF Hussein Mohamed Farrah Aydid junior, que tenia el suport del sub clan hawiye dels habar gedir i altres sub clans hawiye. Es va formar una constitució i un comitè central de 191 membres dirigit per Sharif Hassan Sheikh Aden, amb un comitè executiu de deu membres presidit per Sharif Sheikh Ahmad. Sheikh Hassan Dahir Aweys no va acceptar cap càrrec oficial a l'Aliança. Les antigues corts disposen del 45% dels membres, Hussein Aydid del 25% i la resta corresponia a representants de la societat civil i els exiliats. El Moviment de la Joventut Mujahideen va declarar no estar vinculat a la nova organització.
El maig del 2008 es va produir una divisió entre l'ala moderada de Sharif Sheikh Ahmad que volia negociar amb el GFT i l'ala radical que s'hi oposava. Entre el 31 de maig i el 9 de juny es va fer una conferència de pau a Djibouti amb la mediació de l'enviat especial de l'ONU Ahmedou Ould-Abdallah. La conferència va acabar amb un acord que establia una treva de 90 dies, la retirada dels etíops amb un calendari preestablert i com a màxim de 120 dies, i els desplegament de forces de l'ONU formades per països propers però no veïns de Somàlia. La signatura formal es va fer a la Meca entre Sharif Ahmed i el primer ministre del GFT Nur Hassan Hussein.
Aweys va refusar reconèixer l'acord i no va voler negociar amb la facció d'Ahmed (28 de juliol) al·legant que Sharif Ahmed no estava autoritzat per ningú a participar en la conferència.